# Вільям Касл
Вільям Касл (англ. William Castle; 1914—1977) — американський режисер. Відома його своєрідна «розкрутка» своїх фільмів, в основному фільмів жахів.

## Біографія
Вільям Касл народився 24 квітня 1914 року в Нью-Йорку в єврейській родині. Касл почав свою акторську кар'єру ще підлітком граючи на Бродвеї. Працюючи театральним менеджером, він стежив за тим, щоб на всіх представлених «Дракули» в якому грав Бела Лугоши, в цілях реклами в залі була присутня медична сестра — саме тоді Касл познайомився зі старою практикою театральних шоу-менів, в цілях реклами і нагнітання напруги тримати біля воріт театру карети швидкої допомоги або демонстративно зливати в каналізацію відра рідини, що нагадує по виду кров. У другій половині 30-х років він переїжджає до Голлівуду. У 1943 році він режисирує свій перший фільм, а з 1947 року займається і продюсуванням. Основними жанрами, в яких він знімав фільми, були детективи, нуар та вестерни.
З середини п'ятдесятих років Касл, в основному, працює на телебаченні. У 50-ті роки американське телебачення і кіно виявилися в жорсткій конкуренції — телемовлення надавало широкий діапазон розважальних програм, які можна було дивитися не виходячи з дому, а так само демонструвало кінофільми. Кіностудії були змушені шукати вихід із ситуації, щоб повернути глядачів — насамперед це виразилося в інтенсивному застосуванні кольорових зйомок (кількість кольорових фільмів помітно зросла, незважаючи на їх більш високу вартість), технологій 3-D, потужних і більш досконалих звукових системах, що не міг дати звичайний чорно-білий телевізор. Касл пішов далі, застосовуючи старі трюки разом з власними напрацюваннями в кінотеатрах, додаючи в кіно елемент телевізійного інтерактивного спілкування з аудиторією. У 1958 році виходить його перший фільм жахів під назвою «Морок». Всіх глядачів, які приходили подивитися цей фільм, страхували на випадок смерті від страху — крім квитка вдавалося стразові купони фірми «Ллойд», а в кінці сеансу значки з написом «Я не боюся — я ходив на «Морок». Другим фільмом режисера був «Будинок на пагорбі жахів». Під час показу цього фільму над глядачами під час самих напружених моментів фільму проносилися триметрові пластикові скелети, які були заздалегідь прив'язані до стелі дротами (Касл називав цей ефект Emergo), що приводив у захоплення молодь, жбурляє в фігури порожніми склянками і пакетами з-під попкорну. Цей фільм також звів Касла з Вінсентом Прайсом, який, згодом, зіграв у кількох його фільмах.
Під час перегляду фільму Колючий (так само «Дзвіночок») глядачів, що сиділи в кріслах, бив струм малої напруги, так як за задумом Касла в крісла деяких кінотеатрів була проведена проводка. У потрібні моменти картину зупиняли і записаний голос Вінсента Прайса вигукував, що істота з кінокартини проникло в кінозал, і просив людей відчули його присутність кричати що є сили. У фільмі «13 привидів» Касл вперше з'являється зі словами вступу. При перегляді наступного його фільму жахів «Убивчий» в середині показу фільму робився так званий Перерва страху, протягом якого будь-який бажаючий міг спокійно піти з кінотеатру, даний хід був розрахований на дуже вразливих людей. Після закінчення фільму «Містер Сардонікус» глядачі могли «в живу» проголосувати за допомогою карток з люминисцирует силуєт великого пальця за смерть головного героя, або за його життя і зцілення, хоча існувала тільки одна кінцівка фільму і сам режисер у вельми зневажливому тоні пропонував глядачам відпустити Сардонікуса, більше підштовхуючи не шкодувати, так що більшість голосувала за покарання. Для показу фільму «Зотц» Касл спеціально приготував монетки, які можна було бачити у фільмі, вони видавалися всіх купили квиток на фільм.
У 1963 році Касл зняв ремейк фільму 1932 «Старий похмурий будинок». Після були фільми «Гамівна сорочка» і «Я бачила, що ви зробили», які повернули актрисі золотої епохи Голлівуду — Джоан Кроуфорд колишню славу. Останнім його зрежисованим фільмом, пов'язаних з тематикою фільмів жаху стала комедія про примар «Дух бажає». До кінця 60-х років Касл зайнявся продюсуванням (фільм «Дитина Розмарі», серіал «Ghost Story»). Але в 1974 році він знову зняв фільм жаху, що отримав назву «Цівка».
Помер 31 травня 1977 від серцевого нападу.

## Фільмографія
Режисер:
1. 1944: Коли незнайомці одружуються (When Strangers Marry)
2. 1951: Голлівудська історія (Hollywood Story)
3. 1958: Морок (Macabre)
4. 1959: Будинок на пагорбі примар (House on Haunted Hill)
5. 1959: Колючий (The Tingler)
6. 1960: 13 примар (13 Ghosts)
7. 1961: Убивчий (Homicidal)
8. 1961: Містер Сардонікус (Mr. Sardonicus)
9. 1962: Зотц! (Zotz!)
10. 1963: Старий похмурий будинок (The Old Dark House)
11. 1964: Гамівна сорочка (Strait-Jacket)
12. 1964: Хто ходить в ночі (The Night Walker)
13. 1965: Я бачила, що ви зробили (I Saw What You Did)
14. 1966: Давай уб'ємо дядька (Let's Kill Uncle)
15. 1967: Дух бажає (The Spirit Is Willing)
16. 1968: Проєкт X (Project X)
17. 1974: Цівка (Shanks)

Продюсер:
1. 1964: Гамівна сорочка (Strait-Jacket)
2. 1965: Я бачила, що ви зробили (I Saw What You Did)
3. 1968: Проєкт X (Project X)
4. 1968: Дитина Розмарі (Rosemary's Baby)

Сценарист:
1. 1945: Діллінджер (Dillinger)
2. 1947: Леді з Шанхаю (The Lady from Shanghai)

Актор:
1. 1937: Коли любов молода (When Love Is Young) — репортер
2. 1968: Дитина Розмарі (Rosemary's Baby) — чоловік біля телефону

## Цікаві факти
- В інтерв'ю «100 років жаху» Вінсент Прайс із захватом згадує про роботу над фільмом «Дзвіночок», і відзначив Касла як хорошого режисера з відмінним чуттям на видовищність, з яким було цікаво працювати: "Він не був великим, але він знав як добре робити жанрове кіно ".
- У 1997 році Джоел Сільвер і Роберт Земекіс створили кінокомпанію Dark Castle Entertainment, яка, за їх задумом, повинна була знімати рімейки старих фільмів жахів, поставлених Касл. Такими фільмами з'явилися «13 привидів» і «Будинок на пагорбі жахів», але згодом кінокомпанія не обмежиться лише фільмами Касла.